# Ковалёв, Олег Иванович
Оле́г Ива́нович Ковалёв (7 сентября 1948, Ванновское, Краснодарский край — 11 мая 2020) — российский государственный деятель. Губернатор Рязанской области (2008—2017). Член Совета Федерации Федерального собрания Российской Федерации — представитель от Правительства Рязанской области (19 сентября 2017 — 11 мая 2020). Депутат Государственной думы Федерального собрания РФ III, IV и V созывов, заслуженный строитель Российской Федерации (1997).

## Биография
В 1967—1969 годах прошёл срочную службу в Советской Армии.
В 1971 году окончил Саратовский монтажный техникум Минмонтажспецстроя СССР. Был распределён на работу в трест «Спецжелезобетонстрой» Минмонтажспецстроя СССР. Принимал участие в строительстве Волжской ТЭЦ, Каширской ГРЭС, Архангельского ЦБК, Норильского ГМК.
В 1984 году заочно получил высшее образование по специальности «Промышленное и гражданское строительство» в Ростовском инженерно-строительном институте.
С января по октябрь 1986 года работал в тресте «Мособлсельстрой» № 4 в городе Ступино. В ноябре 1986 года возглавил трест «Кашира-агропромстрой» АПК «Каширский» Министерства сельского хозяйства РСФСР.
Избирался депутатом Каширского районного Совета депутатов.

### Глава Каширского района
В декабре 1991 года глава администрации Московской области Анатолий Тяжлов назначил Ковалёва главой администрации Каширского района.
В декабре 1995 года на выборах в Государственную думу второго созыва выдвигался движением «Наш дом Россия» кандидатом по Коломенскому избирательному округу № 106. Не был избран.
В марте 1996 года избран главой муниципального образования Каширский район.
В 1998 году при участии районного главы Олега Ковалёва в Каширском районе было создано отделение движения «Россия Православная». Председателем отделения был избран первый заместитель Ковалёва.

### Депутат Госдумы
На состоявшихся 19 декабря 1999 года выборах в Государственную думу третьего созыва баллотировался в депутаты в составе федерального списка избирательного блока «МЕДВЕДЬ» (вскоре был переименован в «Межрегиональное движение „Единство“») — был № 3 в региональной группе «Центр» (после Ф. А. Клинцевича и В. Я. Комиссарова). По итогам распределения мандатов был избран депутатом. В думе входил во фракцию «Единство». С 26 января 2000 до января 2002 года являлся заместителем председателя Комитета по вопросам местного самоуправления. В апреле 2001 года вошёл в состав депутатской межфракционной группы «Европейский клуб». С 16 мая 2001 года был заместителем председателя комиссии по геополитике. С 25 января 2002 года — председатель комитета по регламенту и организации работы Государственной думы.
На президентских выборах 2000 года был доверенным лицом Владимира Путина.
7 декабря 2003 года на выборах в Государственную думу четвёртого созыва был избран депутатом по федеральному списку избирательного объединения «Партия „Единство“ и „Отечество“ — Единая Россия». В думе был членом фракции «Единая Россия».
С 16 января 2004 года — председатель комитета по регламенту и организации работы Государственной думы.
В апреле 2006 года входит в редакционный совет общественно-политического журнала «Союзное государство».
2 декабря 2007 года на выборах в Государственную думу пятого созыва был избран депутатом в составе федерального списка партии «Единая Россия». В думе был членом фракции «Единая Россия». С 24 декабря 2007 года — председатель Комитета по Регламенту и организации работы Государственной думы.

### Губернатор Рязанской области

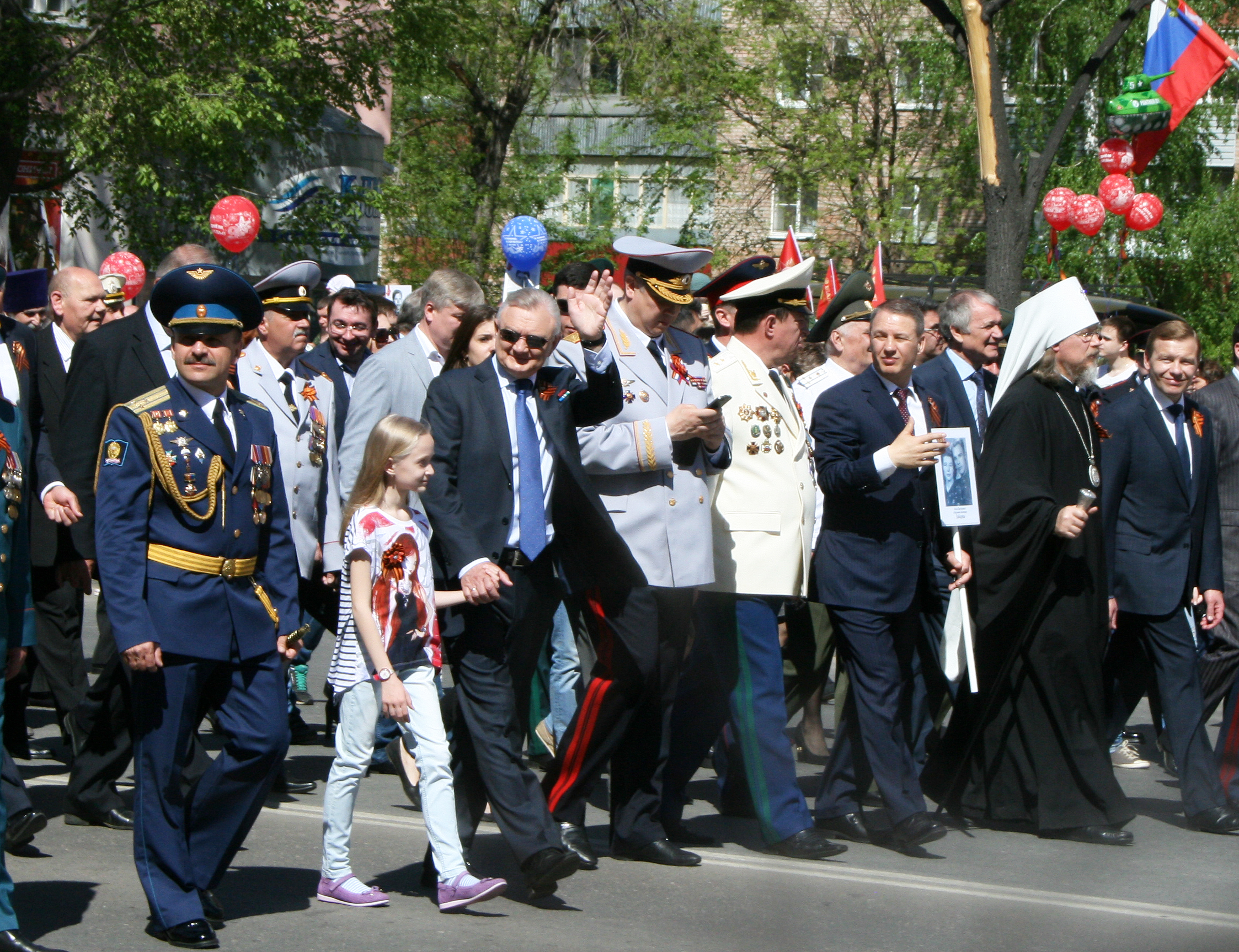
Олег Ковалёв на праздновании 71-й годовщины Победы в Великой Отечественной войне. Рязань, 9 мая 2016 года

В начале марта 2008 года президент Владимир Путин не продлил полномочия губернатора Рязанской области бывшего генерала ВДВ Георгия Шпака, сочтя его деятельность недостаточно эффективной. 11 марта президент предложил кандидатуру Олега Ковалёва депутатам Рязанской облдумы для утверждения на пост губернатора. Сам Ковалёв рассказал, что его кандидатура была согласована с Дмитрием Медведевым, избранным президентом 2 марта, но ещё не вступившим в должность. 14 марта депутаты Рязанской областной думы утвердили Ковалёва губернатором Рязанской области, а 12 апреля он вступил в должность.
С 5 июля 2011 по 4 января 2012 — член президиума Государственного совета Российской Федерации.
10 июля 2012 года по собственной инициативе досрочно ушёл в отставку для участия в прямых выборах и был назначен и. о. губернатора Рязанской области.
14 октября 2012 года на выборах губернатора Рязанской области Ковалёв победил в первом туре, набрав 64,43 % голосов избирателей. Инаугурация состоялась 19 октября в здании Рязанского государственного драматического театра.
Начиная с 2013 года является одним из лидеров падения в рейтинге эффективности губернаторов, составляемым Фондом развития гражданского общества, опустившись с 33 места в 2012 году на 49 в 2013 году и на 62 место по итогам 2015 года.
14 февраля 2017 года сообщил о том, что неделей ранее подал заявление о досрочном сложении полномочий и заявил, что не будет выдвигать свою кандидатуру на новый срок. В тот же день освобождён от должности указом Президента России.

### Совет Федерации
19 сентября 2017 года Постановлением Губернатора Рязанской области был наделён полномочиями члена Совета Федерации Федерального собрания Российской Федерации — представителя от Правительства Рязанской области. Являлся членом Комитета Совета Федерации по федеративному устройству, региональной политике, местному самоуправлению и делам Севера.
Скончался 11 мая 2020 года на 72-м году жизни из-за остановки сердца. Похоронен на Аладьинском кладбище в Каширском городском округе Московской области (сектор 2).

## Критика

### События в связи с выборами
В связи с возвращением к выборам глав регионов путём народного голосования в городе Рязани с конца марта 2012 года оппозиционные партии активно проводили митинги и демонстрации с призывами к Олегу Ковалёву досрочно сложить полномочия. Они считали, что население областного центра недовольно политикой Олега Ковалёва, при поддержке которого реализовался не один спорный бизнес-проект в регионе, что якобы в обществе есть мнение о личной заинтересованности губернатора в строительстве ряда экологически неблагоприятных предприятий, в вину также ставили отсутствие внимания к социальным проблемам региона. Основная идея митингов — областью должен руководить уроженец и житель Рязанского региона.

### Диссертация и обвинения в плагиате
В 2006 году защитил диссертацию на тему «Регламент Государственной думы как нормативно-правовая основа деятельности парламента России». Согласно анализу Диссернет, эта диссертация содержит масштабные недокументированные заимствования.

## Семья
Женат, имеет двух дочерей (Дарья и Наталья), сына (Андрей) и трёх внуков.
Жена, Мишина Ольга Алексеевна, занималась поставками нефтепродуктов в Московской области, работала советником при правительстве Московской области, помощником депутата Государственной думы. Являлась президентом «Межрегионального нефтяного союза» и вице-президентом «Российского топливного союза». Соучредитель московского областного отделения организации «Опора России». С 2006 года работает в Росрезерве.
Сын, Ковалёв Андрей Олегович, занимается оптовой и розничной продажей алкоголя и производством сухих строительных смесей, совладелец ряда компаний (ООО «Торговая компания КИТ», ООО «Галерея Вин», ООО «Камаюс», ОАО «Промстрой», ООО «Строймикс»).

## Награды и почётные звания
- Орден «За заслуги перед Отечеством» III степени (26 мая 2008 года) — за заслуги в законотворческой деятельности, укреплении и развитии российской государственности[22]
- Орден «За заслуги перед Отечеством» IV степени (6 октября 2005 года) — за активное участие в законотворческой деятельности и многолетнюю плодотворную работу[23]
- Орден Почёта (26 июня 2013 года) — за достигнутые трудовые успехи, многолетнюю добросовестную работу и активную общественную деятельность[24]
- Орден Дружбы (5 августа 2002 года) — за заслуги в укреплении законности и правопорядка, активную законотворческую деятельность и многолетнюю добросовестную работу[25]
- Медаль «В память 850-летия Москвы» (1997)
- Заслуженный строитель Российской Федерации (28 февраля 1997 года) — за заслуги в области строительства и многолетний добросовестный труд[26]
- Медаль Николая Озерова (30 октября 2013 года) — за большой личный вклад в развитие физической культуры и спорта в Российской Федерации, пропаганду здорового образа жизни и в связи с 90-летием со дня образования федерального (государственного) и территориальных органов исполнительной власти в сфере физической культуры и спорта[27]
- Медаль «За боевое содружество» (МВД России, 2006)
- Почётная грамота правительства Российской Федерации (7 сентября 2007 года) — за большой личный вклад в развитие российского законодательства[28]
- Благодарственное письмо Главы Чеченской Республики (4 июня 2013 года) — за профессиональную подготовку и безупречную службу сотрудников Оперативной  группы ФСИН России, направленных для выполнения служебно-боевых задач по охране и обороне комплекса правительственных зданий и сооружений Чеченской Республики[29]